# Alphons De Cuyper
Pour les articles homonymes, voir De Cuyper.
Alphons Josef De Cuyper, né en 1887 et mort en 1950, est un sculpteur et peintre belge.

## Jeux olympiques
En 1920, Alphons De Cuyper a gagné la médaille de bronze aux Jeux olympiques d'été de 1920 à Anvers, en Belgique. en compétition artistique, catégorie sculpture, pour ses œuvres Lanceur de Poids et Coureur.